# Eriospermum folioliferum
Eriospermum folioliferum là một loài thực vật có hoa trong họ Măng tây. Loài này được Andrews mô tả khoa học đầu tiên năm 1808.